# Bebe Neuwirth
Beatrice „Bebe” Neuwirth, (ur. 31 grudnia 1958 w Princeton) – amerykańska aktorka filmowa, telewizyjna i teatralna.

## Filmy
- Jumanji – ciotka Nora Shepherd
- Oni – dyrektor Valerie Drake
- Smak wolności – Ada Kurtzman
- Partner – Camille Scott
- Zielona karta – Lauren
- Wielki skok – żona Raya
- Bugsy – Countess di Frasso

## Nagrody
- Nagroda Satelita Najlepsza aktorka drugoplanowa w komedii lub musicalu: 2003 Debiutant
- Nagroda Emmy Najlepsza aktorka drugoplanowa w miniserialu lub filmie telewizyjnym: 1999 Dash i Lilly
- Nagroda Emmy Najlepszy gościnny występ w serialu komediowym - aktorka: 1995 Frasier
- Nagroda Emmy
  - Najlepsza aktorka drugoplanowa w serialu komediowym: 1990 Zdrówko
  - 1991 Zdrówko
- Nagroda Annie Najlepsze indywidualne osiągnięcie: żeński dubbing w animowanej produkcji telewizyjnej: 1998Wszystkie psy idą do nieba